# Cultivo energético

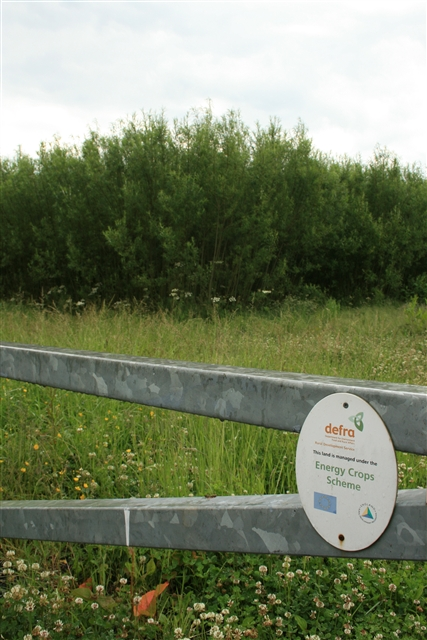
Los cultivos energéticos se pueden utilizar en centrales eléctricas convencionales o en unidades especializadas de generación de electricidad, lo que reduce la cantidad de emisiones de dióxido de carbono derivadas de los combustibles fósiles.

Los cultivos energéticos son cultivos de bajo costo y bajo mantenimiento que se cultivan únicamente para la producción de bioenergía renovable (no para alimentos). Los cultivos se transforman en combustibles sólidos, líquidos o gaseosos, como pellets, bioetanol o biogás. Los combustibles se queman para generar energía eléctrica o calor.
Las plantas se clasifican generalmente como leñosas o herbáceas. Las plantas leñosas incluyen el sauce y el álamo, las plantas herbáceas como la hierba elefante (la Miscanthus giganteus y la Cenchrus purpureus). Los cultivos herbáceos almacenan aproximadamente el doble de CO2 (en forma de carbono) bajo tierra en comparación con los cultivos leñosos.
A través de procedimientos biotecnológicos como la modificación genética, las plantas pueden manipularse para generar mayores rendimientos. También se pueden lograr rendimientos relativamente altos con los cultivares existentes. : 250 Sin embargo, algunas ventajas adicionales, como costos asociados reducidos (es decir, costos durante el proceso de fabricación) y menor uso de agua, solo pueden lograrse mediante el uso de cultivos modificados genéticamente.

## Tipos

### Biomasa sólida

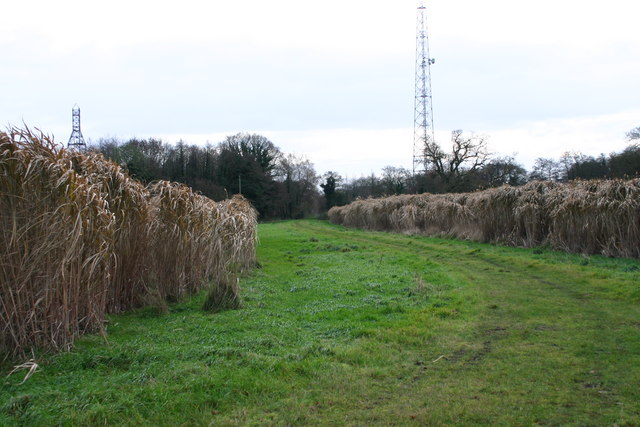
El pasto elefante (Miscanthus giganteus) es un cultivo energético experimental.

La biomasa sólida, a menudo peletizada, se utiliza para la combustión en las centrales térmicas, ya sea sola o co-quemada con otros combustibles. Alternativamente, se puede utilizar para la producción de calor o producción combinada de calor y electricidad (CHP).
En la agricultura de matorral bajo de rotación corta (SRC), las especies de árboles de rápido crecimiento como el sauce y el álamo se cultivan y cosechan en ciclos cortos de tres a cinco años. Estos árboles crecen mejor en condiciones de suelo húmedo. No se puede excluir una influencia en las condiciones locales del agua. Debe evitarse el establecimiento cerca de humedales vulnerables.

### Biomasa gaseosa (metano)
Los cultivos enteros, como el maíz, la hierba de Sudán, el mijo, el trébol de olor blanco y muchos otros, pueden ensilarse y luego convertirse en biogás. Los digestores anaeróbicos o las plantas de biogás se pueden complementar directamente con cultivos energéticos una vez que se han ensilado. Los cultivos energéticos también se pueden cultivar para aumentar los rendimientos de gas, donde las materias primas tienen un bajo contenido de energía, como el estiércol y el grano en mal estado. Se estima que el rendimiento energético actual de los cultivos bioenergéticos convertidos a metano a través del ensilaje es de aproximadamente 2 GWh/km2 (1.8×1010 BTU/sq mi) anualmente. Las pequeñas empresas de cultivos mixtos con animales pueden utilizar una parte de su superficie cultivada para cultivar y convertir cultivos energéticos y satisfacer las necesidades energéticas de toda la explotación con aproximadamente una quinta parte de la superficie cultivada. En Europa  este rápido crecimiento produjo solo con un apoyo gubernamental sustancial, como en el sistema de bonificación alemán para las energías renovables.

### Biomasa líquida

#### Biodiésel

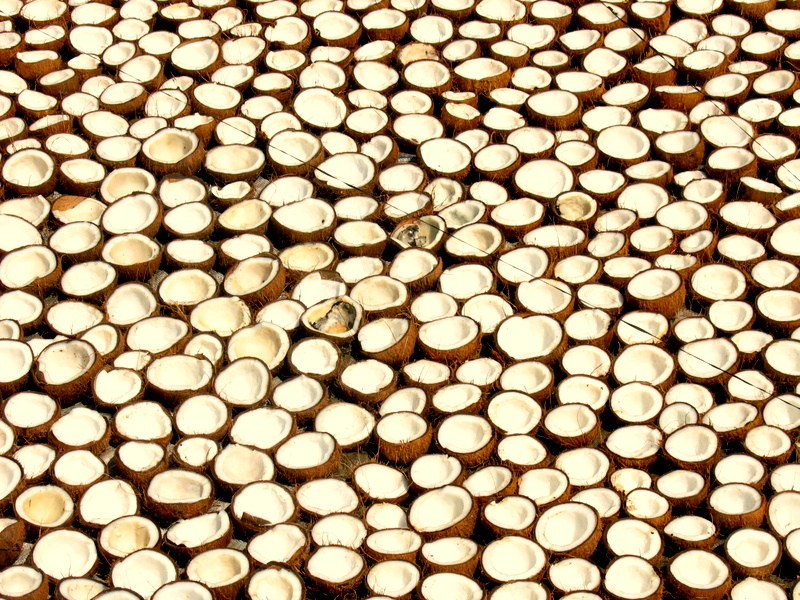
Cocos secados al sol en Kozhikode, Kerala, para hacer copra, la carne seca o semilla del coco. El aceite de coco extraído de él ha convertido a la copra en un producto agrícola importante para muchos países productores de coco. También produce torta de coco que se utiliza principalmente como alimento para el ganado.

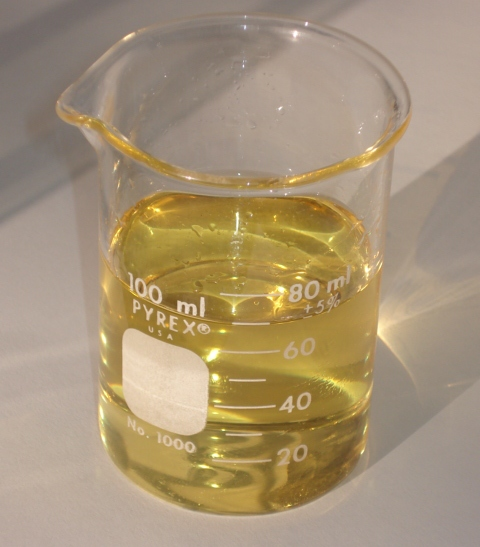
Biodiésel puro (B-100), elaborado a partir de soja

La producción europea de biodiésel a partir de cultivos energéticos ha crecido de forma constante, centrándose principalmente en la colza utilizada para obtener aceite y energía. El rendimiento típico de aceite como biodiésel puro es 100,000 L/km2 (68,000 US gal/sq mi; 57,000 imp gal/sq mi) o superior, lo que hace que los cultivos de biodiésel sean económicamente atractivos, siempre que se utilicen rotaciones de cultivos sostenibles que tengan un equilibrio de nutrientes y eviten la propagación de enfermedades como la hernia de la col. El rendimiento de biodiésel de la soja es significativamente menor que el de la colza.
| Cultivo             | Aceite % |
| ------------------- | -------- |
| copra               | 62       |
| semilla de ricino   | 50       |
| sésamo              | 50       |
| grano de maní       | 42       |
| jatrofa             | 40       |
| colza               | 37       |
| semilla de la palma | 36       |
| grano de mostaza    | 35       |
| girasol             | 32       |
| fruto de la palma   | 20       |
| fréjol de soja      | 14       |
| semilla del algodón | 13       |

#### Bioetanol
Dos cultivos no alimentarios líderes en la producción de bioetanol celulósico son el pasto varilla y el miscanto gigante. Los pastos también son cultivos energéticos para el biobutanol.
El bioetanol también se refiere a la tecnología de utilizar principalmente maíz (semilla de maíz) para producir etanol directamente a través de la fermentación. Sin embargo, bajo ciertas condiciones de campo y proceso, este proceso puede consumir tanta energía como el valor energético del etanol que produce, por lo que no es sostenible. Los nuevos desarrollos en la conversión de vinazas de granos (denominadas vinazas de granos de destilería o DGS) en biogás parecen prometedores como medio para mejorar la baja proporción de energía de este tipo de proceso de bioetanol.

## Uso de cultivos energéticos en varios países

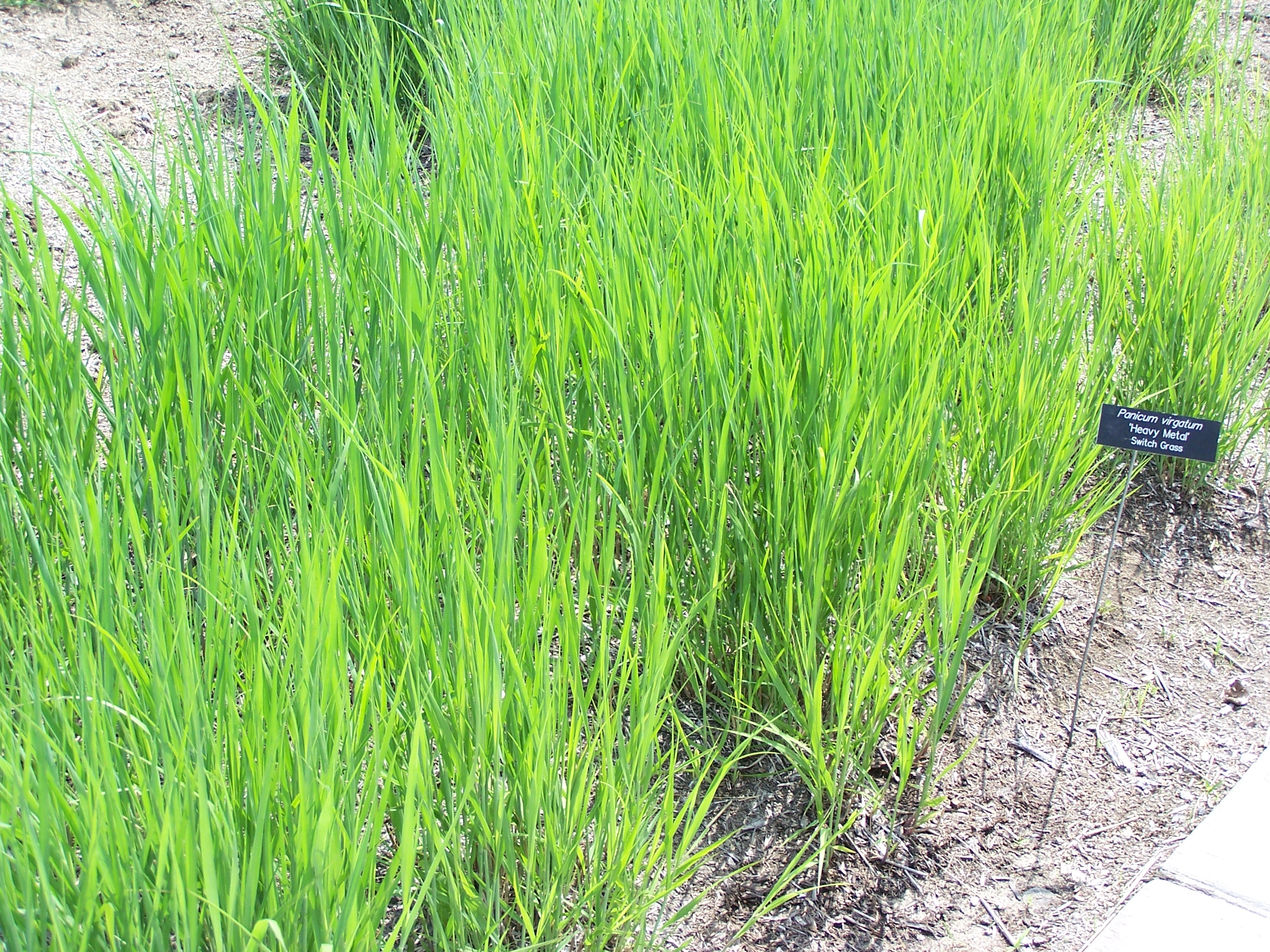
Panicum virgatum switchgrass, valioso en la producción de biocombustibles, la conservación del suelo y el secuestro de carbono en los suelos.

En Suecia, se utilizan a menudo el sauce y el cáñamo y en Finlandia, el alpiste cinta es un cultivo energético popular.
El pasto varilla (panicum virgatum) es otro cultivo energético.  Se requieren de 0,97 a 1,34 GJ de energía fósil para producir 1 tonelada de pasto varilla, en comparación con 1,99 a 2,66 GJ para producir 1 tonelada de maíz. Dado que el pasto varilla contiene aproximadamente 18,8 GJ/ODT de biomasa, la relación entre la producción y la entrada de energía para el cultivo puede ser de hasta 20:1.

## Aprovechamiento de cultivos energéticos en centrales térmicas
Existen varios métodos para reducir la contaminación y reducir o eliminar las emisiones de carbono de las centrales eléctricas de combustibles fósiles. Un método rentable y de uso frecuente es convertir una planta para que funcione con un combustible diferente (como cultivos energéticos/biomasa). En algunos casos, la torrefacción de biomasa puede beneficiar a la planta de energía si los cultivos energéticos/biomasa son el material que utilizará la planta de energía de combustible fósil convertida. Además, cuando se utilizan cultivos energéticos como combustible, y si se implementa la producción de biocarbón, la planta de energía térmica puede incluso volverse negativa en carbono en lugar de solo neutral en carbono. Mejorar la eficiencia energética de una central eléctrica de carbón también puede reducir las emisiones.

## Aspectos de sostenibilidad
En los últimos años, los biocombustibles se han vuelto más atractivos para muchos países como posibles sustitutos de los combustibles fósiles. Por lo tanto, entender la sostenibilidad de este recurso renovable es muy importante. Hay muchos beneficios asociados con el uso de biocombustibles, como la reducción de las emisiones de gases de efecto invernadero, menor costo que los combustibles fósiles, renovabilidad, etc. Estos cultivos energéticos se pueden utilizar para generar electricidad. Se ha demostrado que la celulosa de madera y el biocombustible junto con la generación de electricidad estacionaria son muy eficientes.
El aumento proyectado en el uso/necesidad de cultivos energéticos se basa en cambios en el uso de la tierra, los impactos en el ecosistema (suelo y recursos hídricos) y se suma a la competencia por el espacio de la tierra para el cultivo de cultivos energéticos, alimentos o cultivos forrajeros. Las plantas más adecuadas para futuras materias primas bioenergéticas deben ser de rápido crecimiento, alto rendimiento y requerir muy pocos aportes de energía para el crecimiento y la cosecha, etc. El uso de cultivos energéticos es extremadamente diversa en las especies de plantas que se pueden utilizar para la producción de energía. Pero es necesario considerar y mejorar los problemas relacionados con el costo (más caro que otras fuentes de energía renovable), la eficiencia y el espacio requerido para mantener la producción.

### Neutralidad en carbono

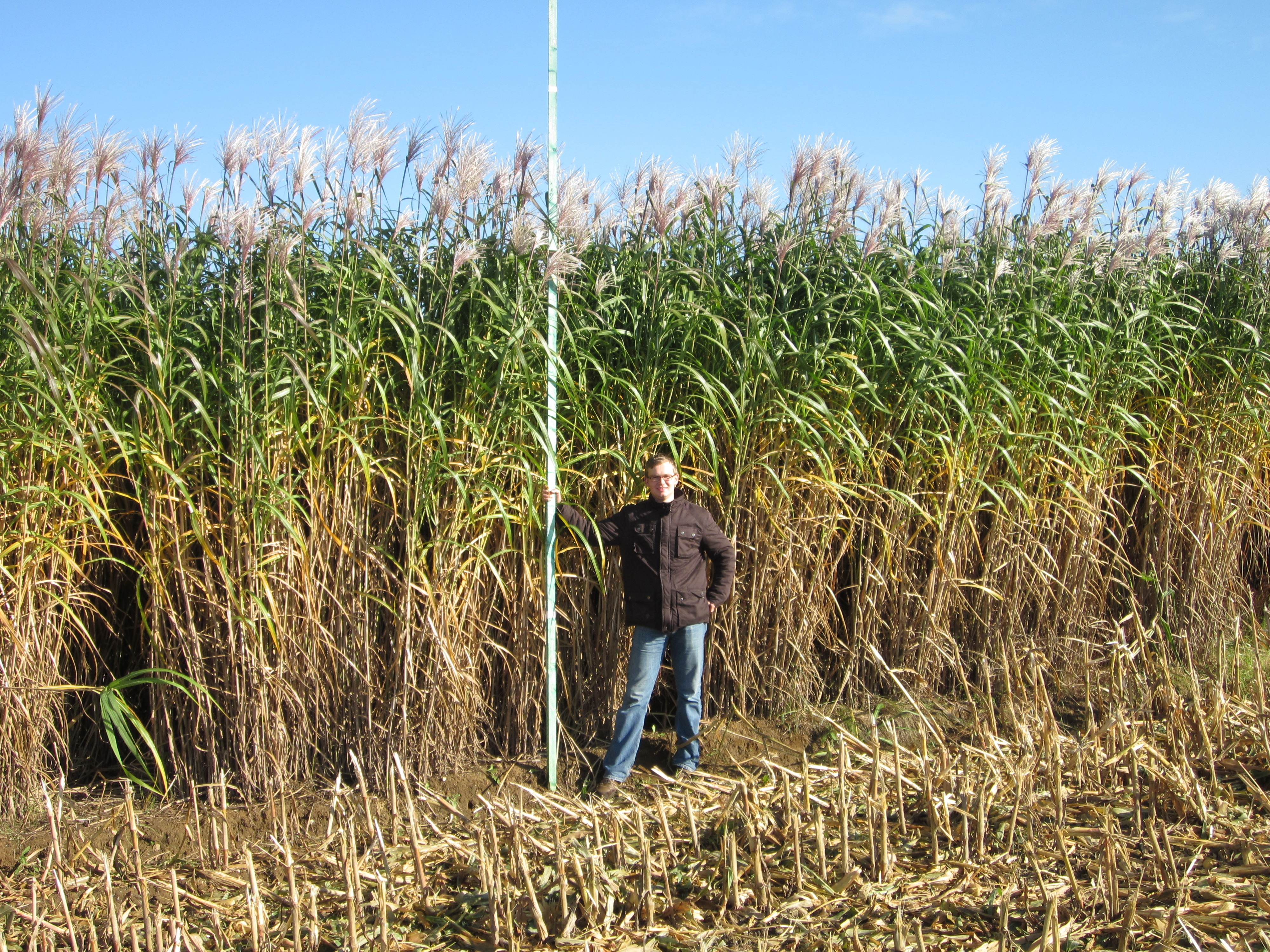
Cultivo energético Miscanthus x giganteus, Alemania.

Durante el crecimiento de las plantas, las plantas absorben CO2. Mientras que los rodales de bosques regulares tienen tiempos de rotación de carbono que abarcan muchas décadas, los rodales de silvicultura de rotación corta (SRF) tienen un tiempo de rotación de 8 a 20 años, y los rodales de matorral bajo de rotación corta (SRC) de 2 a 4 años. Los pastos perennes como el miscanthus o el pasto de Napier tienen un tiempo de rotación de 4 a 12 meses. Además de absorber CO2 en su tejido superficial, los cultivos de biomasa también secuestran carbono debajo del suelo, en las raíces y el suelo. Por lo general, los cultivos perennes secuestran más carbono que los cultivos anuales porque se permite que la acumulación de raíces continúe sin ser perturbada durante muchos años. Además, los cultivos perennes evitan los procedimientos de labranza anuales (arado, excavación) asociados con el cultivo de cultivos anuales. La labranza ayuda a las poblaciones de microbios del suelo a descomponer el carbono disponible, produciendo CO2.
Se ha observado que el carbono orgánico del suelo es mayor debajo de los cultivos de pasto varilla que debajo de las tierras cultivadas, especialmente a profundidades inferiores a 30 cm (12 plg).
La cantidad de carbono secuestrado y la cantidad de gases de efecto invernadero (GEI) emitidos determinarán si el costo total del ciclo de vida de los GEI de un proyecto de bioenergía es positivo, neutral o negativo. Específicamente, un ciclo de vida de GEI/carbono negativo es posible si la acumulación total de carbono subterráneo compensa con creces las emisiones totales de GEI del ciclo de vida sobre el suelo.
Por ejemplo, para Miscanthus giganteus, la Neutralidad de carbono e incluso la negatividad están al alcance. Esto significa que el rendimiento y el secuestro de carbono relacionado es tan grande que representa más que el total de las emisiones de las operaciones agrícolas, las emisiones de conversión de combustible y las emisiones del transporte. El secuestro exitoso depende de los sitios de plantación, ya que los mejores suelos para el secuestro son aquellos que actualmente son deficientes en carbono.
Los rendimientos relativamente más bajos se dan en climas más fríos, ya que los suelos son ricos en carbono, en especial en las turberas y los bosques maduros. Los pastizales también pueden ser ricos en carbono.